# Les Jumelles (bande dessinée)
Pour les articles homonymes, voir Les Jumelles (homonymie).
Les Jumelles (Les Aventures des jumelles et Les Aventures de Priscille et Olivier) est une série de bandes dessinées publiées entre 1957 et 1974, dans les revues Bernadette (appelée Nade à partir du 5 janvier 1964), Lisette, Record et puis dans Lisette/Caroline. Ces séries étaient grandement appréciées par les petites filles et garçons de l'époque pour leur mélange de mystères à résoudre, voyages dans des pays divers et relations familiales humoristiques. Les personnages principaux de ces deux séries sont Colette et Nicole (les jumelles) ; Priscille et Olivier ; Noll et Nell (Voir 'La famille' ci-dessous).

## Les Aventures de Priscille et Olivier-Les Aventures des jumelles
En 1957, le magazine Bernadette, appartenant à la maison d'édition chrétienne Maison de la bonne presse, commence la publication des Aventures de Priscille et Olivier. Cette série (ainsi que la plupart des aventures des jumelles publiées par la suite) est le fruit de la collaboration de deux femmes : la scénariste Henriette Robitaillie et la dessinatrice Janine Lay. Une troisième femme, Arlette Bibonne, était chargée du lettrage, travail très long et minutieux , ainsi que la mise en couleur.
Jusqu'en août 1966, les aventures avaient pour titre Priscille et Olivier, ensuite il y a plusieurs épisodes où le titre n'est pas spécifié. En mai 1968, le titre devient Une Aventure des jumelles avec Priscille et Olivier , et à partir d'août 1968 il n'est plus fait mention de Priscille et Olivier dans le titre, même s'ils interviennent encore ponctuellement lors des aventures. Par la suite, les jumelles sont mentionnées soit dans le titre, comme dans Les Jumelles contre Annibal, ou dans un sous-titre : Les Jumelles, comme dans Dans la piscine fantastique.

« Priscille et Olivier forment un couple amoureux mais non marié (un des premiers dans la BD française réaliste) et choque les mères des lectrices, qui obtiennent leur mariage… d'où enfants, et risque de fin de belles aventures. Les deux petites sœurs jumelles de Priscille deviennent alors les héroïnes de cette série, désormais plus enfantine »

— Dominique Petitfaux.
Après le mariage de Priscille, sa maman mentionne que leur île a besoin de mères de famille et qu'après tant d'inquiétudes, elle est bien contente que ces aventures extraordinaires soient finies. Ceci a motivé le courrier des lectrices où elles s'inquiètent de la continuité de la série. C'est aussi dans la réponse à ce courrier qu'on a la première indication que la série va éventuellement continuer, mais axée sur les jumelles (Bernadette, no 46, 25 février 1962). De fait, les jumelles sont de plus en plus au cœur des histoires suivantes, jusqu'en 1966 où la série se concentre principalement sur elles. Cependant, Priscille et Olivier sont seulement absents de quatorze épisodes de la série, et surtout vers la fin. Les jumelles par contre, apparaissent dès la première histoire , et sont absentes de cinq épisodes en tout.
En 17 ans d'existence, la série totalise plus de 2 300 planches soit 86 épisodes dont 5 seulement paraissent en albums. Les cinq livres publiés contiennent les deux premiers épisodes de la série et les trois derniers. (Voir 'Albums/Disque/Produits dérivés' ci-dessous). Ces aventures sont réalistes : elles ne contiennent pas de contenu magique ou féérique.
Chaque épisode présente une énigme (ou situation compliquée) que les membres de la famille résolvent. Dans le cas des jumelles, c'est souvent grâce à beaucoup de chance et/ou l'intervention de Priscille et Olivier. Un des épisodes, Qui a volé la boîte à bonbons ?, est de plus un concours auquel les lectrices (et lecteurs) peuvent participer. Au  cours de nombreux voyages, la famille découvre de nombreuses régions de France et de nombreux pays, comme par exemple le Japon dans Les Perles de Sakoura, ce qui permet aux petites lectrices de découvrir leurs paysages, constructions locales, coutumes et légendes.
Ces bandes dessinées sont un témoignage unique sur les normes sociétales des années 1950-1970, incluant le design, la religion, les valeurs, la mode… Elles sont ancrées dans des histoires d’époque et à ce titre ouvrent au lecteur une fenêtre sur les réalités de l’environnement au sein desquelles évoluent les protagonistes. De plus, il s’agit d’une des rares bandes dessinées « anciennes » produite par deux femmes associées (Janine Lay et Henriette Robitaillie) et qui met en avant des protagonistes émancipées, selon les normes de l’époque. Les lecteurs suivent une évolution à travers les épisodes, que ce soit par rapport à la religion (de moins en moins présente) ou aux responsabilités et libertés vécues par les protagonistes. C'est également une des rares bandes dessinées où les personnages principaux vieillissent avec le temps.

## Contexte
Ces aventures se déroulent souvent dans des pays étrangers ou des régions très éloignées. Il est à noter que Henriette Robitaillie a fait un voyage autour du monde de 1950 à 1952, ce qui a été une source importante d'inspiration pour cette série. Elle fait un second voyage en 1956 aux Nouvelles-Hébrides, en Nouvelle-Calédonie et en Australie, or neuf épisodes de la série se passent totalement, ou en partie, dans ces pays-là. En fait, la famille des jumelles habite cette région au début de leurs aventures,.
À travers les épisodes, on suit la famille lors de leurs aventures à l'étranger (dans environ 45 pays) et en différentes régions de France (dans plus de 31 épisodes). De plus, plusieurs aventures des jumelles se passent dans leurs collèges, où elles résident souvent en pension complète, ou demi-pension. Elles suivent parfois aussi des cours par correspondance,. Dix de ces épisodes se passent dans un collège en banlieue de Paris, un épisode se passe dans un collège mixte et un autre en classe de neige (mixte également). Au cours de leurs voyages, elles étudient aussi à deux reprises dans un collège en Angleterre,, en Australie, en Nouvelle-Calédonie et à l'école internationale de Bruxelles. On peut noter qu’aucun de ces collèges n'impose l'uniforme.
Finalement, on suit les jumelles lors de leurs débuts professionnels à partir de l'épisode Un démarrage foudroyant.
Les autrices faisaient intervenir des animaux divers au cours des aventures, plus de 55 espèces différentes, sans compter les oiseaux ! Par exemple, dans le premier des deux épisodes nommés Le Bélier aux cornes d'or (deux épisodes différents portent le même nom), on rencontre des koalas, des moutons, un bélier, des kangourous, un ornithorynque, des chameaux (qui sont en fait des dromadaires), des dingos, et plusieurs oiseaux bien reconnaissables. Souvent, quelques caractéristiques de ces animaux sont aussi décrites. Toute occasion est bonne pour montrer des animaux, y compris des visites fréquentes au zoo.
Il est difficile de se faire une idée, à l'époque de l'Internet, à quel point ces histoires éveillaient l'imagination et la culture des petits lecteurs et lectrices. Dans l'épisode Le Collier de Mimout, les autrices sont même allées plus loin en reconstituant un quartier d’une ville de l'Égypte ancienne.

## La famille

### Henri et Simone Guillain
Henri et Simone Guillain sont les parents de Priscille, de Gilles et des jumelles. Ils habitent aux Nouvelles-Hébrides au début de cette série et y possèdent une caféerie dans une petite île isolée. Lorsqu'elle explose à cause d'un volcan, ils achètent une autre île (il est précisé « sans volcan » !). Ils déménageront au Tyrol (en Autriche) juste avant l'épisode La Rose et la Neige, car le climat y est meilleur pour le père qui est souvent malade. Comme leur chalet est très grand, ils louent certaines des chambres à des touristes. Lors de l'épisode Les Poupées danoises, on apprend qu'ils partent à Paris afin que le père suive un nouveau traitement médical. Puis, lorsqu'il est guéri, les parents retournent vivre sur leur île. La famille appartient à la classe moyenne très aisée.

### Les jumelles
Les jumelles Nicole et Colette habitent et voyagent, en général, avec leur sœur Priscille et son mari Olivier à partir de l'épisode Olivier Junior a disparu. Au cours de 16 épisodes, les jumelles accompagnent Olivier lorsqu'il se déplace pour son travail, va à un séminaire ou fait du bénévolat. Elles revoient leurs parents de temps en temps par la suite, dans six épisodes,,,,,.
Les jumelles sont très espiègles. Elles sont aussi bien intentionnées mais causent souvent des catastrophes. Heureusement, par chance mais aussi souvent grâce à Priscille ou Olivier, leurs aventures se terminent toujours bien pour tous (sauf pour les méchants). On trouve un résumé (un peu sévère, mais amusant) du caractère des jumelles dans la bouche de la directrice du collège dans Un journal pas comme les autres : « Vous avez d'excellentes qualités… mais à côté de cela, votre incorrigible étourderie, votre zèle intempestif, votre imagination déréglée… vous rendent indésirables où que ce soit ».
Au cours de leurs aventures, la coiffure des jumelles va souvent permettre de les reconnaître l'une de l'autre. Mais ce n'est pas le cas quand elles sont petites. Dans Le Secret du lagon elles ont d'abord les cheveux courts et à la fin de l'épisode (quelques années plus tard) elles ont les cheveux longs attachés en queue de cheval avec une frange. Par la suite, elles auront toutes les deux les cheveux courts : à la fin de l'épisode Les Perles de Sakoura), dans La Malle rouge et aussi dans Olivier Junior a disparu. Mais à partir de La Piste des gazelles en 1963, jusqu'à la fin de leurs aventures, Nicole a les cheveux longs en deux tresses et Colette a les cheveux courts . Il y a un petit changement en 1972, dans Un Démarrage foudroyant où Nicole porte ses cheveux détachés, et ceci jusqu'aux derniers épisodes en 1974.
Nées aux Nouvelles-Hébrides, les jumelles savent parler anglais même s'il est un peu différent de celui parlé à Londres. Elles parlent aussi Bichelamar, la langue des Nouvelles-Hébrides, tel que mentionné dans l'épisode 3 petites marionnettes.
Elles sont inséparables et presque toujours habillées pareillement. Sauf dans les cas suivants : 
- les autrices semblent avoir voulu expérimenter dans la première image de La Malle rouge[32] et tout l'épisode suivant (Olivier Junior a disparu[27]). En effet, dans ces deux épisodes, elles portent des vêtements similaires mais de couleur différentes. À partir de l'épisode suivant (La Piste des gazelles[33]), elles seront de nouveau habillées pareillement au cours de toutes leurs aventures, sauf pour les exceptions décrites ci-dessous ;
- lorsqu'elles sont séparées accidentellement ou temporairement, dans Un brin de clématite[35], Les Poupées danoises[25] et Destination New York[36], elles se retrouvent habillées différemment car elles ne sont pas ensemble ;
- parfois, lorsqu'elles se déguisent (volontairement ou non)[37],[38],[39],[40],[4],[26] ;
- dans l'annonce pour La Photo mystérieuse (Nade, no 156, 5 avril 1964), elles portent de nouveau le même pull, mais dans différentes couleurs.

Elles ne sont pas trop portées sur l'érudition — laissant plutôt cela à leur amie Coralie — mais aiment les sports correspondant à leur classe sociale : équitation,, danse, ski, et natation. Elles passent cependant leur baccalauréat en 1972, ce qui nous permet de déduire qu'elles sont nées en 1954.
À partir de l’épisode La Case qui vole au vent (1965), les références à la religion se réduisent drastiquement. En effet, par la suite, six épisodes seulement ont une mention relative à la religion, telle qu’un crucifix accroché au mur, les personnages qui vont à la messe ou qui célèbrent Noël… Ces rares références à la religion disparaissent complètement à partir de l’épisode Le Porte Document noir (1970). Cela se traduit aussi par une représentation plus libre de leur habillement. En fait, au cours de leurs aventures, elles sont habillées à la mode du temps pour les adolescentes, reflétant en cela l'intérêt  de leur créatrice pour la mode.
Les jumelles sont des anti-héroïnes et ont même une période "chipie" typique de l'adolescence. Elles font encore régulièrement des bêtises mais c'est moins compréhensible à leur âge. Parfois elles boudent et elles commencent aussi à avoir des interactions plus complexes avec les garçons ainsi qu'à aller à des soirées dansantes. Elles font aussi des remarques moins acceptables pour leur âge, par exemple : « Comme c'est agréable de ramer, je me demande pourquoi les galériens se plaignaient » ou encore « Ils parlent français… cela prouve qu'ils sont intelligents »[précision nécessaire]. Elles changent aussi en ce sens qu'elles ne respectent plus leurs engagements par moments, comme lorsqu'elles sabotent la distribution de magazines qu'elles avaient promis de livrer.
Les jumelles deviennent journalistes lors de l'épisode Un démarrage foudroyant. Elles mettent autant de fougue et de manque de réflexion dans ces aventures professionnelles, ce qui paraît plus artificiel que lorsqu'elles étaient petites. Avant cela elles avaient déjà exprimé l'intention de devenir « chasseuses d'images » dans La Piste des gazelles, elles avaient organisé un journal d'école dans Un journal pas comme les autres et participé à un concours de court-métrage en Inde.

### Priscille
Priscille est la fille des Guillain et la sœur des jumelles et de Gilles. Elle est partie pendant plusieurs années faire ses études d'infirmière à Paris et revient à la maison au début du premier épisode, Le Secret du lagon. Par la suite, elle fera plusieurs stages et études supplémentaires comme infirmière, entre autres à  Sydney, et au Japon.

### Olivier
Olivier a été adopté, alors qu'il était le seul rescapé d'un naufrage, par un pirate malais (Le Toehan d'or) qui écumait la mer à bord d'un sous-marin récupéré à la fin de la Seconde Guerre mondiale. Priscille et Olivier se rencontrent et s'aiment dans le premier tome de la série (Le Secret du lagon). Il se fiancent à la fin de cet épisode, et se marient lors de leur troisième aventure (Les Perles de Sakoura), qui a lieu au Japon. Cependant, les deux dernières planches de cet épisode montrent que le mariage a lieu en Océanie, au bord d'un lagon et à l'ombre des cocotiers, dans une église en bois.
Olivier a étudié aux États-Unis et à Sydney. Il parle un peu japonais, qu'il a appris lorsqu'il vivait avec son père-pirate adoptif, et a fait un stage d'ingénieur au Japon. À partir de l'épisode Olivier Junior a disparu !, il est posté à différents endroits en tant qu'ingénieur-conseil, puis ingénieur-expert.

### Noll
Noll (Olivier Junior) est le fils de Priscille et Olivier. Il fait son apparition dans l'épisode Olivier Junior a disparu ! : Nicole et Colette apprennent sa naissance alors qu'elles sont chez leurs parents sur leur île des Nouvelles-Hébrides. Elles partent alors pour le voir, et passer Noël chez leur sœur en Martinique. Noll fait partie de presque toutes les aventures par la suite. C'est souvent lui qui observe innocemment un détail qui va aider à la résolution de l'énigme en cours.

### Nell
Nell (Marie-Neige) est la sœur de Noll et apparaît à la fin de l'épisode La Rose et la neige. Il est à noter que Nell arrive comme par miracle, sans que rien n'indique que Priscille soit enceinte (sauf pour dire qu'elle a besoin de repos) et elle est présentée à Noll comme un présent du Bon Dieu. Il est spécifié dans Le Club des amies de Priscille (Nade, no 166, 14 juin 1964) que Nell a été baptisée dans la plus stricte intimité, aussitôt après sa naissance. Son parrain est son oncle Gilles qui étudie au séminaire, à Sydney, en Australie. Et sa marraine est sa tante Véronica. Nell ajoute une note comique à la série en disant principalement « Non ! » à tout. Par la suite, les deux  enfants font partie de toutes les aventures de la série sauf dans onze épisodes,,,,,,,,,,.

### Gilles
Gilles, le frère des jumelles et de Priscille, apparaît seulement dans quatre épisodes,,,. On annonce son désir de devenir prêtre-missionnaire, et son départ pour un séminaire en Australie, dans la lettre-annonce de La Rose et la Neige.

### Véronica Gail
Véronica Gail se révèle être la sœur d’Olivier dans l'épisode La Mystérieuse Photo. C'est là qu'on obtient plus de détails concernant la raison pour laquelle Olivier avait été récupéré par des pirates à la suite du naufrage au cours duquel ses parents étaient morts. Sa sœur Véronica a été sauvée et adoptée par une famille néo-zélandaise. Véronica apparaît dans sept épisodes,,,,,,. Elle gère des homes pour enfant à partir de la fin de l'épisode La Rose et la Neige, jusqu'à ce qu'elle retrouve Thierry. Le nom des parents biologiques (décédés) d’Olivier et Véronica est Mayran : leur père Jacques était français et leur mère Olivia était anglaise. Veronica a été championne du monde de ski à une époque.

### Thierry Dumont
Thierry Dumont est le second mari de Veronica, il a un fils nommé Bruno. On fait leur connaissance dans Les Pêcheurs d'amphores. Thierry est aussi le fondateur du magazine Héliotrope, pour lequel les jumelles font leurs premiers reportages.

### Roselle
Roselle est la fille de Véronica, donc la nièce de Olivier. Elle est très proche des jumelles qui font sa connaissance dans l'épisode La Rose et la Neige et apparaît dans onze épisodes par la suite,,,,,,,,,.

## Autres personnages
D'autres personnages mineurs apparaîtront à plusieurs reprises dans différents épisodes :
- Coralie apparaît pour la première fois dans Un journal pas comme les autres[31]. Elle est d’abord en rivalité avec les jumelles et refuse de participer au journal que les jumelles sont en train de créer pour leur classe et leur met des bâtons dans les roues afin de créer sa propre publication. Par la suite, elles deviennent meilleures amies  au collège et Coralie participera en tout à huit aventures avec les jumelles[31],[41],[60],[61],[62],[63],[15],[46]. Coralie étudie énormément et aspire à être toujours la meilleure élève de la classe[62].

- Sébastien est un bébé que Mme Guillain a pris en charge à l'avant-dernière page de l'épisode Le Secret du lagon[7]. Les parents de Priscille s'en sont occupés jusqu'à leur départ au Tyrol. On voit d'ailleurs Sébastien manger avec la famille au début de l'épisode Olivier Junior a disparu[27]. Par la suite, Sébastien est resté en Polynésie où il a fait ses études à Canala, en Nouvelle Calédonie[64].

- Nous ne connaissons pas le nom de la Directrice du Collège, mais elle apparaît dans une dizaine des aventures des jumelles. Directrice d'un collège de la banlieue de Paris, elle est stricte sur le règlement et sévère envers la discipline, mais aussi compréhensive et ouverte aux changements. En effet, le collège intègre à plusieurs reprises des étudiants ayant des difficultés physiques[60],[62]. De plus, à la suite des suggestions des élèves, la directrice crée des opportunités de sorties[41] et d'autres activités, tel que des cours de danse[40], l'élaboration d'un journal d'école[31] ou un jumelage avec une autre école[31].

## Histoire de la publication
« La série commence le 13 octobre 1957 au no 68 de Bernadette, hebdomadaire pour fillettes édité par la Maison de la bonne presse. Elle se poursuit dans Nade, nouveau titre de la publication à partir du no 143 du 5 janvier 1964. À la suite d'un groupement d'intérêt économique opéré par Bayard Presse, nouveau nom de la Maison de la bonne presse en 1969, et des Éditions de Montsouris, la série est publiée simultanément, et avec les mêmes épisodes, dans Nade et dans Lisette (à partir du 1er novembre 1964 (no 186 de Nade et no 44 de 1964 de Lisette). Après le no 400 du 29 décembre 1968 Nade adopte la même numérotation que Lisette (no 1 du 5 janvier 1969). En outre, sept épisodes sont republiés en noir et blanc, et en petit format, dans le bimestriel des Éditions de Montsouris : Lisette Magazine Poche en 1969-1970 (nos 58 et 60 à 65). Les deux hebdomadaires cessent de paraître le 29 avril 1973 (no 17). La série continue alors simultanément, mais avec des épisodes différents, dans le mensuel Record, coédité par Bayard Presse et Dargaud, et dans l'hebdomadaire Lisette/Caroline, édité par les Éditions de l'Occident, filiale de la S.F.P.I., dirigée par Jean Chapelle. La parution dans Record s'étale du no 17 (mai 1973) au no 23 (novembre 1973). Dans Lisette/Caroline (publication qui est le résultat de la fusion de Lisette et de Mademoiselle Caroline) elle va du no 1 (paru le 2 mai 1973) au no 39 (paru le 24 septembre 1974, mais fautivement daté octobre 1974). L'éditorial de ce dernier numéro annonce une fusion de la publication avec Djin, nouvel hebdomadaire édité par Fleurus, et des albums des jumelles. Il n'y eut pas de nouveaux épisodes des jumelles dans Djin, mais effectivement trois albums furent édités par MCL (1974-1976), reprenant des histoires parues dans Lisette et Caroline. »

— Dominique Petitfaux.
Henriette Robitaillie est remplacée par Gilles Capelle pour les trois (ou quatre) derniers épisodes de la série. Ces scénarios étaient signés Gilles Capelle dans les albums publiés et Gilles Capel dans les épisodes des revues, ce qui pousse certains à se demander s'il ne s'agissait pas en fait de l'éditeur, Jean Chapelle.
En dépit des scénarios assez différents, ces épisodes sont toujours intéressants de par leur évolution graphique. « De plus, les jumelles sont devenues des jeunes femmes très émancipées, et typiques du monde pop du début des années 1970. Les jeunes lectrices de cette période étaient moins innocentes que celles des années 1950, et préféraient s’identifier à des filles sexy et libres, plutôt en fait de jeunes adultes, évoluant dans le milieu du rock, des fringues et du cinéma… Idéologiquement, c’était très loin des valeurs originales de la série ».

## La série (Premières publications)

### DansBernadette
- 1957 : Le Secret du lagon[7]
- 1958 : Le Puma aux yeux d’escarboucles[53]
- 1959 : Le Désert fleurira[49]
- 1960 : Le Roi des éléphants[48]
- 1961 : Les Perles de Sakoura[6]
- 1962 : La Malle rouge[32] - Olivier Junior a disparu ! ![27] - La Piste des gazelles[33]
- 1963 : Le 13e coup de midi (pièce de théatre)[65] - Le Barrage (texte illustré)[66] - L’Alouette et le Grizzly[67] - Le Monstre des marais salants (texte illustré)[68] - Il était un petit navire (texte illustré)[69] - L’Oreille de la louve[37]

### DansNade
- 1964 : La Rose et la Neige[24] - Le Tapis volant[38] - Une aventure de Noll (texte illustré)[70] - Une aventure des jumelles (texte illustré)[13] - La Mystérieuse Photo[39] - Le Détective Club[16]

### DansNadeet dansLisette
- 1964 : Le Bélier aux cornes d’or[22]
- 1965 : Le Koala et l’Orchidée[18] - La Vallée des flamboyants[19] - La Case qui vole au vent[71] - Le Phare des galets noirs (texte illustré)[72] - Problème à 2 inconnus (texte illustré)[28] - Un brin de clématite[35] - Le Chien du crépuscule[57]
- 1966 : Le Ranch hanté[73] - Les Jumelles et la lampe merveilleuse[58] - La Ferme du renard vert[29] - Grands-parents sur mesure[54] - Le Roi de trèfle[59] - Fourmis, soucis et canaris[55]
- 1967 : La Sirène et le Viking[74] - Les Poupées danoises[25] - Les Pêcheurs d’amphores[56] - Le Village abandonné[75] - Le Collier de Mimout[23] - Une étoile a brillé[40]
- 1968 : Un journal pas comme les autres[31] - Un cheval de couleur verte[41] - Les Jumelles contre Annibal[3] - Le Client a toujours raison[76] - Les Jumelles et Marie-Pia[60]
- 1969 : Les Jumelles et le petit navire[77] - Dans la piscine fantastique[4] - La Caravane blanche[78] - Destination New York[36] - La Tête de Socrate[61] - Nous irons revoir notre île[26]
- 1970 : Le Porte-documents noir[20] - Qui a volé la boîte à bonbons ?[9] - Trois petites marionnettes[34] - Le Cygne[62] - Un voyage de rêve[79] - Des pirates et des fraises[63] - Le Cheval de minuit[42] - Le Poussin à deux têtes[14] - Le Fennec court toujours[50]
- 1971 : L’Abominable Élève des neiges[15] - Carnaval à Rio[45] - La Course au trésor[46] - L’Île des géants[2] - Le Bélier aux cornes d’or (même titre qu'en 1964)[30] - La Clef[17]
- 1972 : Victoire à Sapporo[80] - Un éléphant	blanc[47] - Alerte à Pleumeur Bodou[81] - La Joconde a disparu[51] - Fend l’Azur[82] - Descendez-vous à la prochaine ?[44] - Un démarrage foudroyant[21] - Safari photo[52]
- 1973 : Les Jumelles voient double[43] - Opération Wagner[83] - Voyage en Angleterre[84]

### DansRecord
- 1973 : Montrez patte blanche[85] - Nous n’irons plus au bois[86] - Good-bye Farewell !!![87] - Opération tous azimuts[88]

### DansLisette/Caroline
- 1973 : Quand les jumelles grimpent dans la montagne[89] - Les Jumelles en vacances[90] - Auto vole ![91]
- 1974 : La Guerre des fringues[92] - Des clics et des claps[93]

## Albums/Disque/Produits dérivés

### Albums édités par la Bonne Presse
Les deux premiers épisodes, Le Secret du lagon et Le Puma aux yeux d’escarboucles, ont été publiés en 1958 et 1959 par les Éditions Bonne Presse,. Le second album n'avait pas inclus les deux premières pages de l'aventure, alors qu'elles avaient été publiées dans la revue Bernadette lors de la première diffusion de la revue en octobre 1958.

### Albums édités par M.C.L.
Les trois derniers épisodes, Auto vole !, La Guerre des fringues et Des clics et des claps, ont été publiés par les éditions M.C.L. en 1974, 1975 et 1976,,. Il est à noter que ce sont les albums dont le scénario a été écrit par Gilles Capelle. De plus, l’album Des Clics et des claps a 10 planches de plus que les épisodes publiés dans Lisette/Caroline. Cet album comportant une partie inédite, c'est donc au 4e trimestre 1976 que se termine la série, commencée exactement 19 ans plus tôt.

### Conte audio
Début 1967, les disques Mirliton, dans la collection Jeunesse, publièrent un disque (album double, 33 tours) des Aventures de Priscille et Olivier: Le Puma aux yeux d'escarboucles. Le disque fut annoncé dans les no 311 et 317 de Nade (26 mars et 7 mai 1967) et se vendait à ce moment-là pour seize francs cinquante (nouveaux).

### Produits dérivés
Au cours des années, une série de petits objets et jeux ont été créés pour les lectrices de ces aventures :
- Un projet d'écusson du Club des Amies de Priscille a été lancé sous forme de concours dans le no 155 de Bernadette (le 29 mars 1964). Le modèle gagnant fut vendu à partir du 13 mai 1964 (Bernadette, no 160) pour 1 franc ou quatre timbres à 0,25 franc (français nouveau).
- Un ensemble de poupées, représentant les jumelles, en papier à habiller est paru pendant l'été 1964, dans Nade, un numéro sur deux. Les thèmes inclus étaient :
  - À la plage (2 planches, no 169 et 171),
  - Sous la pluie (1 planche, no 173),
  - En visite (1 planche, no 175),
  - À la montagne (1 planche, no 177).
- Un jeu de l'oie, dont le thème était les aventures des jumelles, leur famille et leurs aventures, est paru dans Nade, no 296 (11 décembre 1966).
- Un porte-clé à l'effigie des jumelles est annoncé dans les numéros 317 et 322 de Nade (7 mai et 11 juin 1967). Les images des jumelles sur les porte-clés étaient les mêmes que sur les cartes des Quatre Amis : Nicole a une guitare en main, Colette écoute une radio portative. Un porte clé coûtait 6 timbres à 0,30 franc français (nouveau) et pouvait aussi être gagné lors de concours.
- Un ensemble de cartes-lettres des Quatre Amis est annoncé dans le numéro 322 de Nade (11 juin 1967). En plus des deux jumelles décrites ci-dessus, les cartes incluent Noll tenant un cheval-jouet, et Nell tenant un ours en peluche. Un ensemble de cartes coûtait deux timbres à 0,30 franc français (toujours nouveau).